# Marte nella fantascienza
Marte nelle opere di fantascienza è uno dei pianeti più popolari, sia come ambientazione sia come luogo di provenienza di extraterrestri. Hanno contribuito a portarlo all'attenzione degli scrittori la sua vicinanza alla Terra, la somiglianza tra molte sue caratteristiche – come il periodo di rotazione, l'inclinazione dell'asse di rotazione, le calotte polari – e quelle del nostro pianeta, il suo acceso colore rosso e la presunta rete di canali scoperta da Schiaparelli alla fine del XIX secolo e pubblicizzata come opera di esseri non umani.

## Letteratura

### Prima di Schiaparelli
Una delle più antiche apparizioni di Marte nella letteratura fantastica avviene ne I viaggi di Gulliver di Jonathan Swift. In una descrizione di una società di scienziati chiamata Laputa, si accenna alla loro scoperta di due satelliti di Marte invisibili agli astronomi del resto del mondo. Poiché sono stati davvero scoperti due piccoli satelliti attorno a Marte oltre 150 anni dopo, nel 1877, in alcune opere successive di fantascienza si è immaginato che Swift fosse un preveggente o avesse ricevuto notizie dal futuro. All'ipotesi che Marte avesse due satelliti aveva fatto riferimento, 25 anni dopo Swift, anche Voltaire nel suo racconto filosofico Micromega (1752).

### Dalla "scoperta" dei canali agli anni quaranta
Nel 1877 l'astronomo italiano Giovanni Virginio Schiaparelli credette di scorgere una rete di canali sulla superficie di Marte. Nella traduzione in inglese e francese delle sue osservazioni la parola "canali" fu resa impropriamente come "canals" (che significa "canali artificiali"), invece che channels, così che si diffuse l'idea che i canali fossero opere di ingegneria idraulica realizzate da una specie intelligente per sopravvivere in un mondo più arido della Terra. L'astronomo statunitense Percival Lowell ebbe un ruolo di primo piano nella diffusione di queste idee, tanto che i canali divennero un elemento tipico delle descrizioni di fantasia del pianeta rosso.
Per quanto già all'inizio del Novecento si fosse dimostrato che i canali erano un'illusione ottica causata sia dal modesto diametro dei telescopi usati e sia dalle osservazioni compiute dalla superficie terrestre, l'ipotesi speculativa diede un grande impulso alle opere di fantascienza e per molto tempo ancora si immaginò che gli extraterrestri sarebbero giunti da Marte.
Tra i primi esempi letterari di viaggio immaginario su Marte, negli Stati Uniti, vi è Across the Zodiac (1880) di Percy Greg, in cui il protagonista raggiunge il pianeta rosso su un'astronave ad antigravità, trovandovi una civiltà dittatoriale basata sulla poligamia e sul commercio delle donne. In Inghilterra alla fine dell'Ottocento si possono citare il romanzo utopico A Plunge into Space (1890) dell'irlandese Robert Cromie, e Honeymoon in Space (1900) di George C. Griffith, una "luna di miele nello spazio" che conduce allo scontro con una società che ha eliminato le emozioni. Nell'Europa continentale danno la propria versione immaginifica di Marte vari scrittori, tra cui i francesi Camille Flammarion, Gustave Le Rouge e J. H. Rosny aîné e il tedesco Kurd Laßwitz.

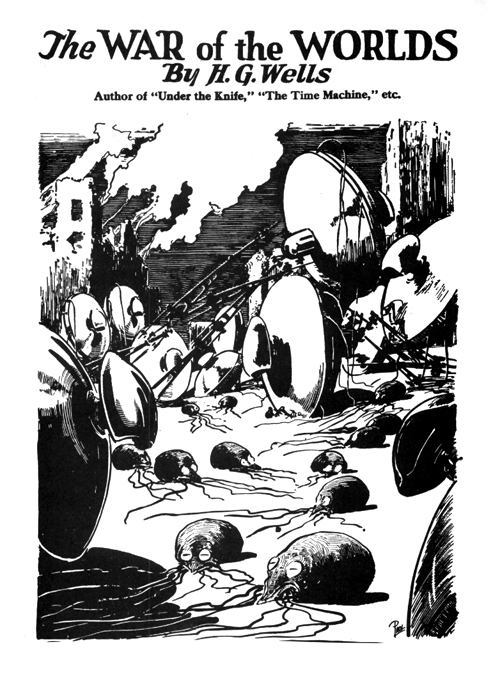
Copertina originale de La guerra dei mondi di H.G.Wells

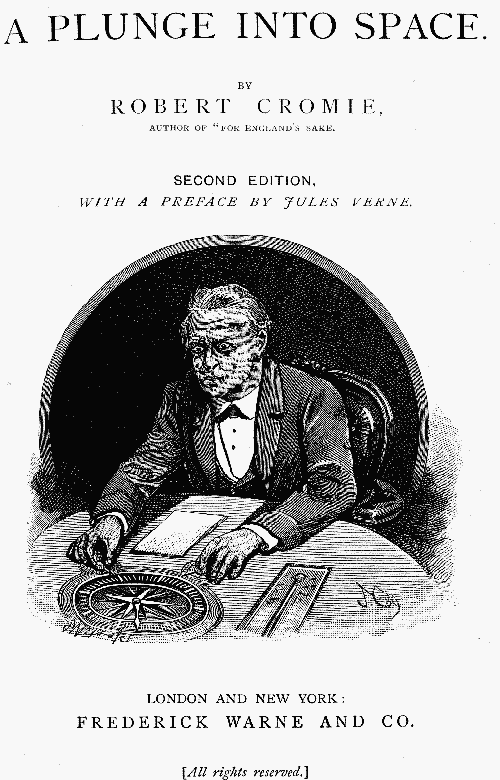
Illustrazione dal romanzo A Plunge Into Space di Robert Cromie (1890).
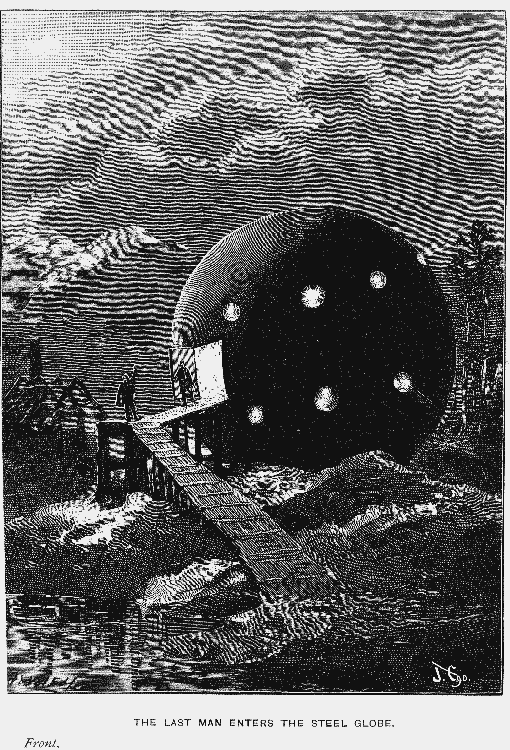
Un'astronave sferica in un'illustrazione dal romanzo A Plunge Into Space di Robert Cromie (1890).

L'opera più nota e significativa è però considerata La guerra dei mondi di H.G.Wells, pubblicato a puntate nel 1897 e in volume nel 1898, uno dei primi e più famosi esempi di invasione extraterrestre nella letteratura. Racconta la storia dell'invasione della Terra da parte di marziani crudeli e tecnologicamente avanzati che, invulnerabili alle armi terrestri, vengono infine uccisi dai batteri della nostra atmosfera. Il romanzo è un'accusa al colonialismo dell'epoca, una descrizione di cosa si prova ad essere invasi da un popolo senza scrupoli e dalla tecnologia più avanzata, che era quello che l'Europa stava facendo in Africa. La storia ebbe un enorme successo e diede il via a una tradizione letteraria di invasioni extraterrestri in cui era presente il sensazionalismo dell'opera di Wells, ma raramente il suo messaggio sociale.

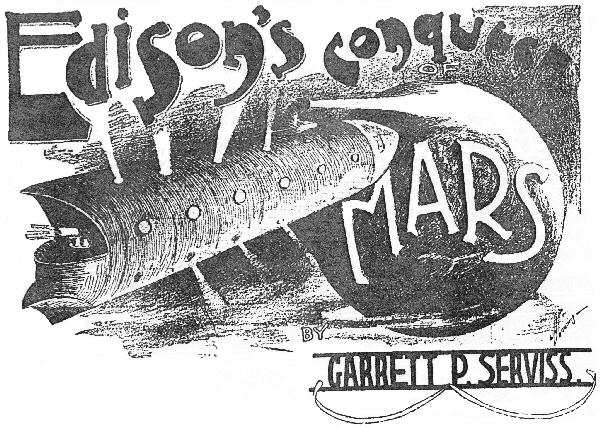
Copertina di Edison's Conquest of Mars (1898; illustrazione G. Y. Kauffman) scritto da Garrett P. Serviss, un seguito non autorizzato de La guerra dei mondi di Wells.

Il successo del romanzo dello scrittore britannico è testimoniato dalle numerose imitazioni oltreoceano, tra cui edizioni pirata pubblicate a puntate nei quotidiani e un seguito non autorizzato (Edison's Conquest of Mars, pubblicato da Garrett P. Serviss nel 1898) con lo scienziato Tom Edison come personaggio protagonista, il quale, dopo avere applicato l'ingegneria inversa sulla tecnologia marziana, contrattacca gli invasori sul loro stesso pianeta.
Un altro vero inventore famoso apparso come personaggio in una edisonata è Nikola Tesla, in To Mars With Tesla; or, the Mystery of the Hidden World (1901) scritto da J. Weldon Cobb. Nel romanzo, Tesla è assistito dal "Giovane Edison" (Young Edison), nipote del celebre collega (il quale, nella realtà, fu notoriamente un acerrimo rivale di Tesla), nel tentativo di comunicare col pianeta Marte. Il romanzo riflette le reali idee che aveva Tesla sulla comunicazione tra pianeti.

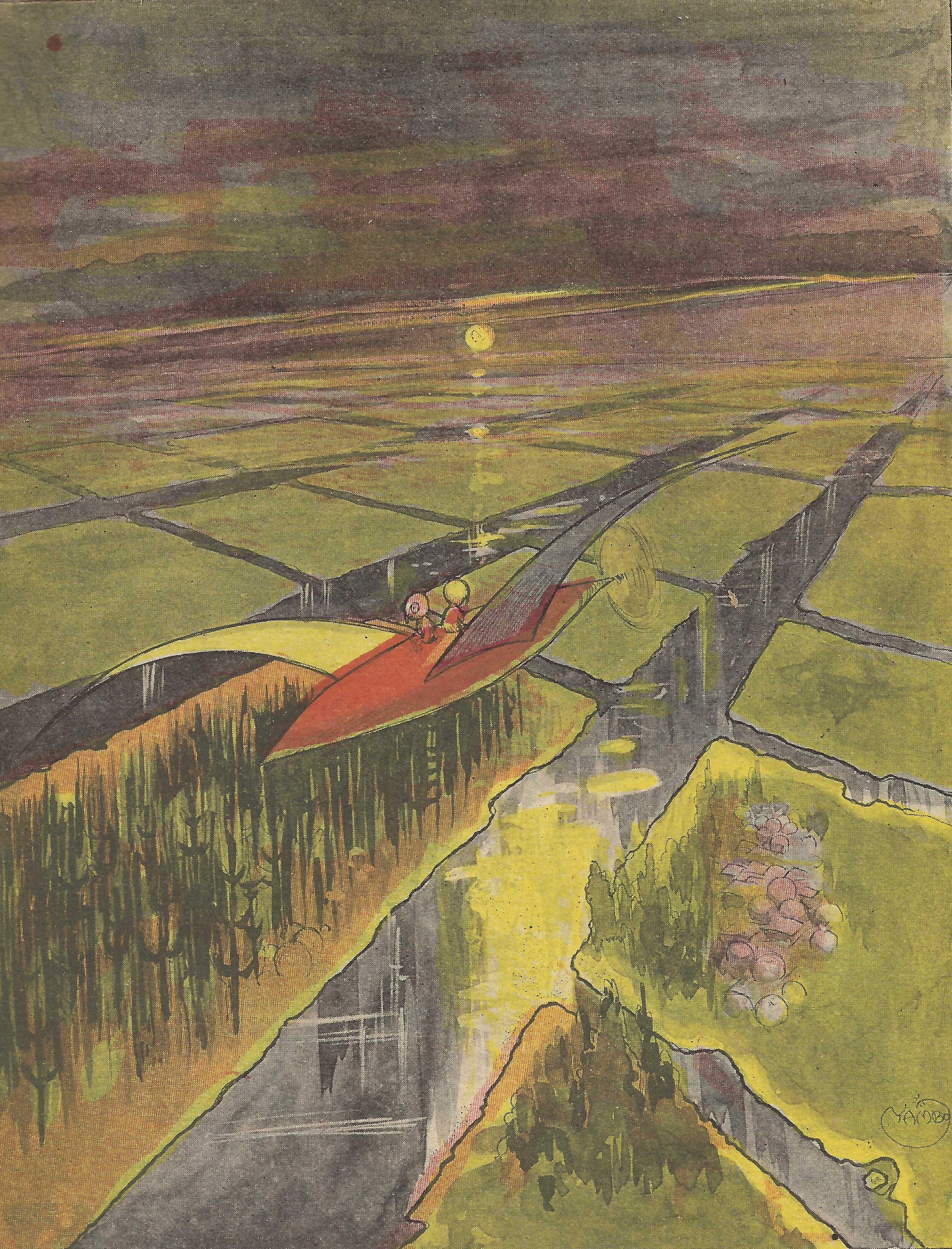
Una veduta del pianeta Marte al tramonto del Sole, illustrazione di Yambo per il suo romanzo del 1906 Gli esploratori dell'infinito. Si possono notare i famosi canali.

Il principale autore italiano della fantascienza del primo Novecento, Yambo alias Enrico Novelli, dedica agli abitanti del pianeta rosso una parte rilevante del proprio capolavoro fantastico, Gli esploratori dell'infinito del 1906. I marziani sono rappresentati come umanoidi intelligenti e organizzati. L'incontro con i marziali rappresenta uno dei momenti più significativi del viaggio interplanetario dei protagonisti, che hanno l'opportunità di confrontarsi con una società extraterrestre avanzata.
Un anno dopo anche Emilio Salgari nel suo romanzo Le meraviglie del duemila del 1907 dedica un capitolo ai contatti che i terrestri dell'anno 2000 hanno regolarmente con i martiani. La comunicazione avviene tramite la telegrafia senza fili utilizzando un'onda herziana lanciata da una torre alta 400 metri costruita nei pressi di New York.
Nel 1908 il sovietico Aleksandr Aleksandrovič Bogdanov pubblicò il popolare romanzo La stella rossa (Красная звезда Krasnaja zvezda), che con il suo seguito, L'ingegner Menni (Inžener Menni, 1912), sono ambientati in una utopica società marziana socialista.

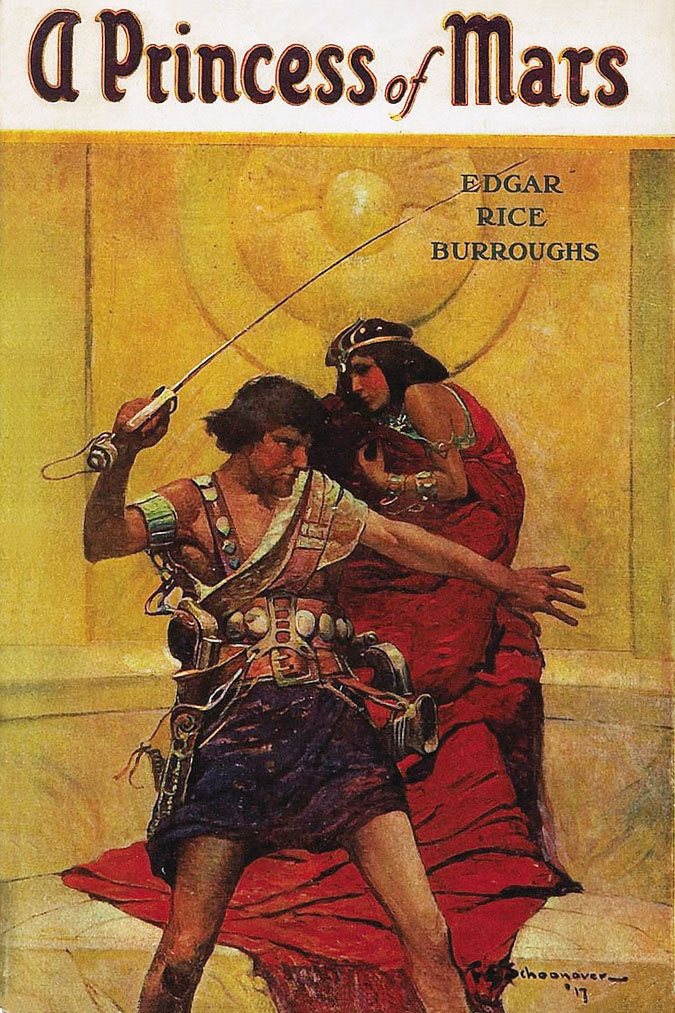
Illustrazione di copertina per il romanzo La principessa di Marte (A Princess of Mars) di Edgar Rice Burroughs, McClurg, 1917

A rendere popolare Marte agli albori del XX secolo contribuì la trilogia di romanzi di Edgar Rice Burroughs Sotto le lune di Marte o La principessa di Marte (A Princess of Mars), Gli dei di Marte (The Gods of Mars) e Il signore della guerra di Marte (The Warlords of Mars), pubblicati tra il 1912 e il 1919. Il protagonista della serie è John Carter, un ex ufficiale trasportato con mezzi misteriosi sul pianeta Marte – chiamato Barsoom dai nativi – che fa da sfondo esotico ad avventure di ogni genere, in trame ricche di azione e sangue, oltre ad un certo rude romanticismo. Barsoom è un mondo morente, in cui i mari si stanno prosciugando e le antiche civiltà sono decadute; i suoi abitanti sono divisi in etnie caratterizzate dal diverso colore della pelle, nemiche le une delle altre.
Nonostante la fama di questi romanzi sia sfumata nel corso del tempo, all'epoca ebbero un tale successo che Burroughs continuò a scrivere seguiti fino agli anni quaranta, ebbe innumerevoli imitatori e si costruì un fedele nucleo di appassionati, influenzando tutti i successivi autori del filone del planetary romance e della fantascienza avventurosa in generale.
Un precursore meno noto di John Carter era stato Gullivar Jones, personaggio ideato nel 1905 da Edwin Lester Arnold nel romanzo Lieutenant Gullivar Jones: His Vacation. Jones è – come Carter – un soldato sudista e finisce su Marte a bordo di un tappeto magico, dove è protagonista di numerose avventure.
Hugo Gernsback tenta di conferire una consistenza scientifica al Pianeta Rosso in alcuni episodi della sua serie Baron Münchhausen's Scientific Adventures (pubblicati nel 1915-1916 su riviste pulp, poi ristampati su Amazing Stories nel 1928), con estese disquisizioni su società e tecnologia marziane, ma con scarsi risultati.
Nel romanzo Infinito (1930), di Olaf Stapledon, i marziani hanno la forma di nuvole capaci di comunicare telepaticamente e formano una coscienza collettiva sul loro pianeta. Marte prova ad invadere la Terra, ma i terrestri riescono a battere gli alieni, anche perché i marziani che arrivano sulla Terra fuoriescono dalla mente comune e iniziano a concepire pensieri propri. La vittoria è però fatale ai terrestri, perché le molecole delle nubi marziani, che si disperdono sul loro pianeta, sono tossiche e causano il declino dell'umanità. Nelle ere successive, molte specie animali - comprese nuove specie umane - si adattano alle nuove sostanze e le includono nel proprio corpo, assumendo a loro volta capacità telepatiche.
Un'odissea marziana di Stanley G. Weinbaum, del 1934, ribalta gli stereotipi che circolavano da decenni nella fantascienza, in cui i marziani sono crudeli invasori o razze di guerrieri simili all'uomo. Il Marte descritto da Weinbaum è abitato da creature pacifiche, spesso intelligenti quanto gli esseri umani ma con una psicologia del tutto diversa e incomprensibile. Mentre il protagonista della storia sta esplorando Marte, il suo veicolo si blocca e lui deve fare ritorno alla base a piedi. Lo accompagna un indigeno simile a uno struzzo, che gli dimostra comprensione e lealtà, anche se il terrestre non riesce a capire i suoi ragionamenti né a comunicare con lui. I due incontrano nel loro viaggio altri esseri incomprensibili, come una creatura quasi immortale a base di silicio che passa tutta la sua vita a costruire piramidi con i blocchi di silice che produce respirando; un predatore che attira le sue vittime creando allucinazioni piacevoli; una civiltà sotterranea di esseri a forma di barile.
Sempre del 1934 è Vecchio fedele, racconto di Raymond Z. Gallun anch'esso tra i primi a ribaltare gli stereotipi sui marziani malvagi. In esso un marziano fugge dal governo dispotico del suo pianeta e, con l'aiuto di una cometa, raggiunge la Terra dove riesce ad incontrare i terrestri con cui era entrato in contatto radio, quindi muore perché l'atmosfera terrestre è troppo densa per lui.
Nel 1937, con il romanzo Gli astrigeni (Star Begotten), H.G. Wells ritratta l'immagine dei marziani che aveva formato ne La guerra dei mondi: i marziani - che non appaiono mai nella narrazione, ma le cui caratteristiche vengono dedotte dai personaggi con la logica - sono una sorta di fratelli maggiori e più saggi dell'umanità, che guidano l'evoluzione dell'intelletto umano con una dosata irradiazione di raggi cosmici.
Un altro riferimento lo troviamo nella trilogia dello spazio di Clive Staples Lewis, in particolare nel primo romanzo Lontano dal pianeta silenzioso del 1938. Tre uomini, Weston, Devine e Ransom compiono un viaggio interplanetario dalla terra a Marte (chiamato "Malacandra" nel racconto). Ransom, il quale era stato portato con la forza da Weston e Devine sul pianeta rosso per essere da loro consegnato ai "seroni", riesce comunque a scappare al loro atterraggio, e così scopre la geologia, flora, fauna, e culture presenti su Malacandra e viene a conoscenza della relazione della Terra (chiamata "Thulcandra", il pianeta silenzioso) con gli altri pianeti e forme di vita presenti nel sistema solare.

### Dal secondo dopoguerra

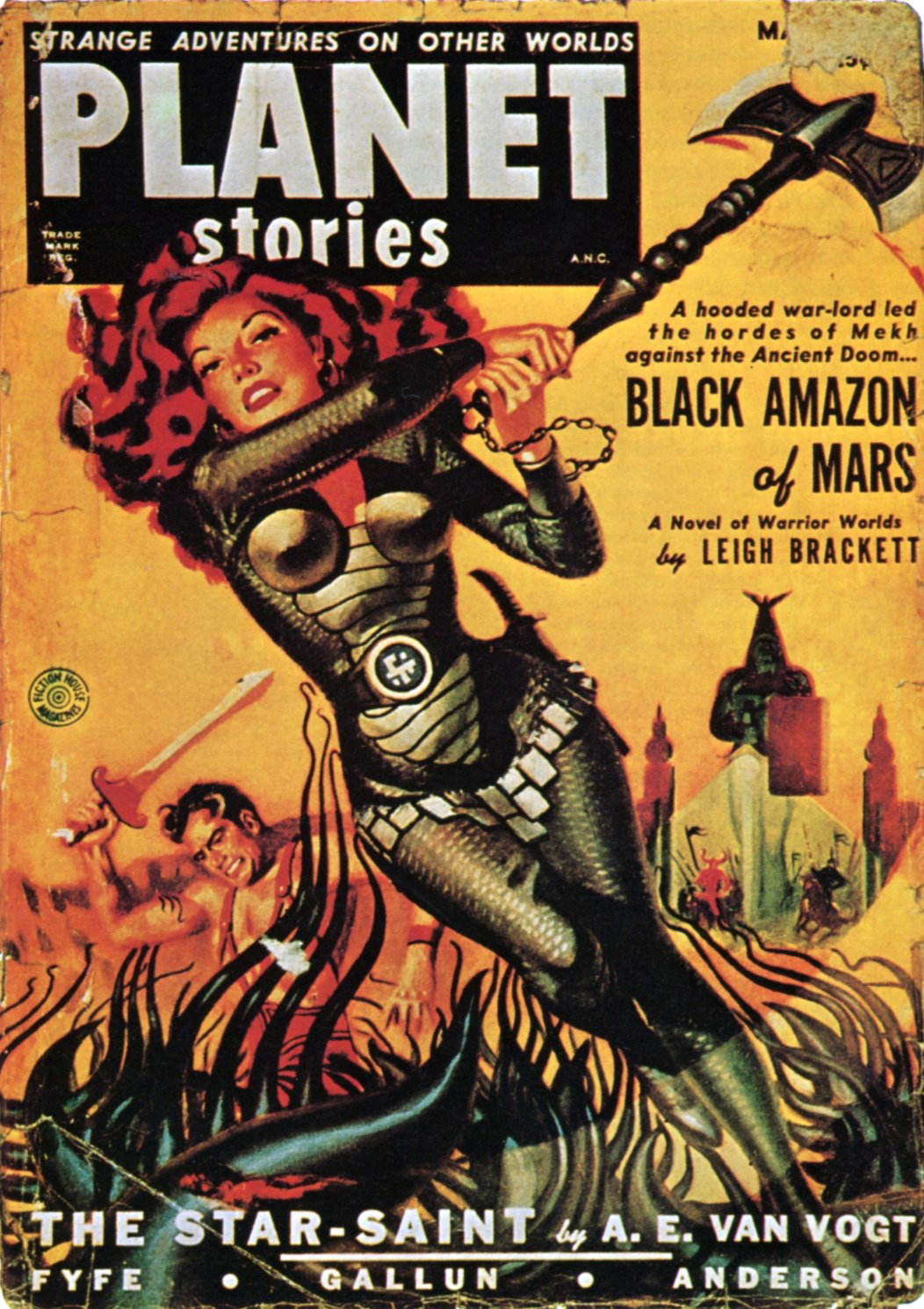
Copertina del marzo 1951 della rivista Planet Stories con il racconto Black Amazon of Mars di Leigh Brackett, prima parte de Il popolo del talismano.

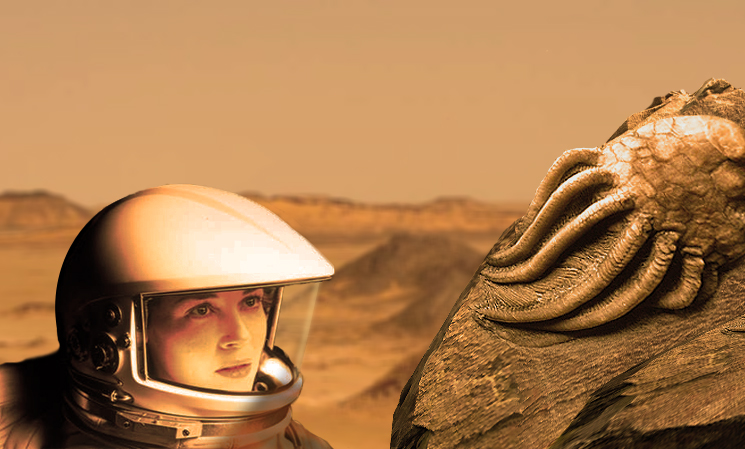
Illustrazione d'artista sul possibile ritrovamento di tracce di vita su Marte

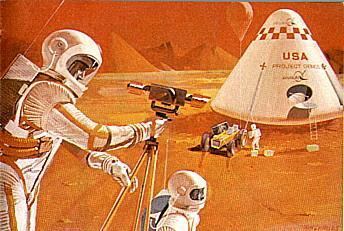
Una ipotetica base marziana di superficie (Progetto Deimos, 1969; fonte: NASA).

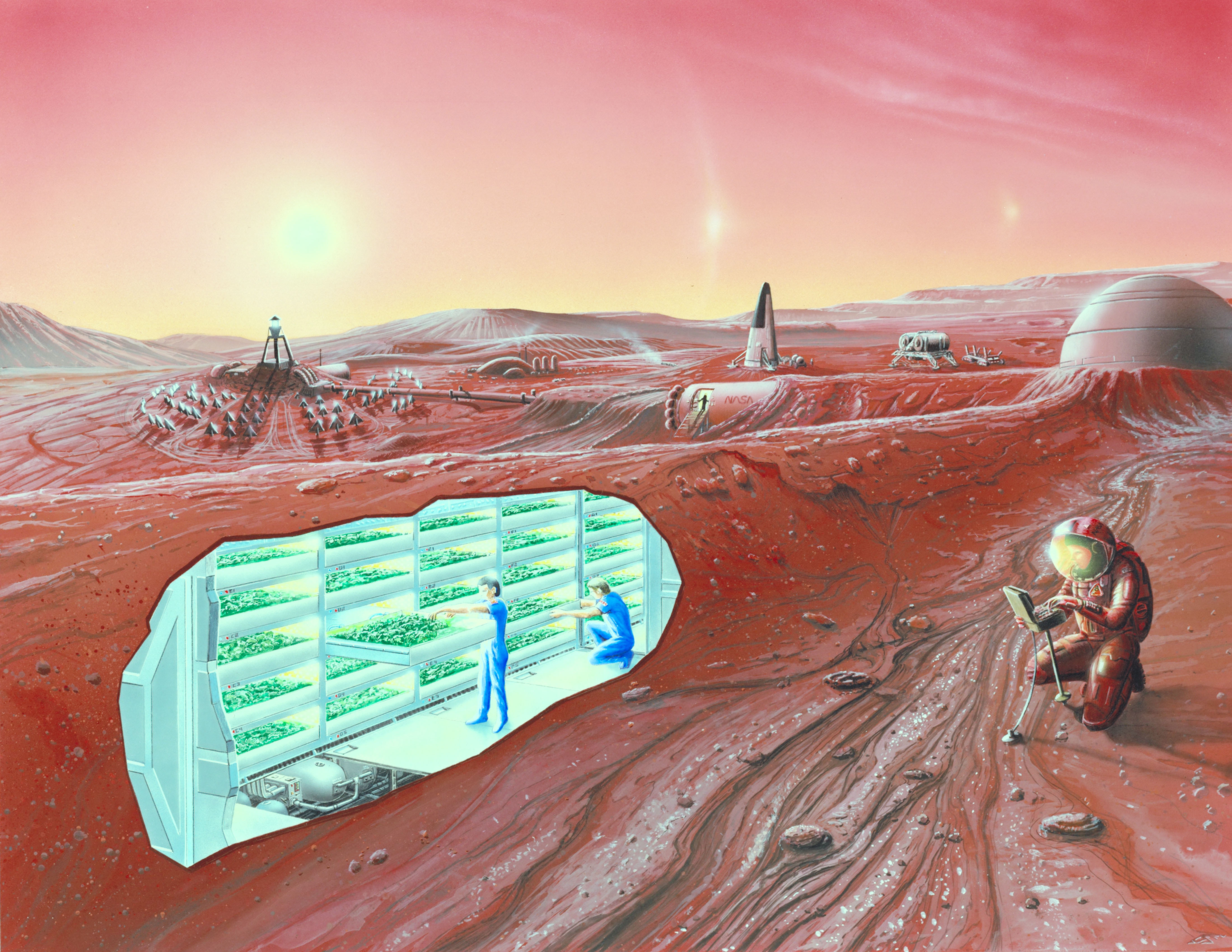
Rappresentazione d'artista di una possibile colonia su Marte (nello spaccato l'installazione sotterranea); fonte: NASA

Due delle più celebri avventure del terrestre Eric John Stark - Il segreto di Sinharat (The Secret of Sinharat, 1949) e il seguito Il popolo del talismano (People of the Talisman, 1951) - scritte da Leigh Brackett, come pure la maggior parte della sua produzione, creata tra gli anni trenta e la metà dei settanta, sono ambientate in un Marte inaridito e morente, cosparso di rovine di antiche città misteriose solcate da rossi, cupi canali prosciugati e costituiscono un classico esempio del filone del planetary romance.
Robert A. Heinlein nel suo Il pianeta rosso (Red Planet, 1949) descrive un pianeta abitato da un'antica civiltà che ha costruito giganteschi canali e da coloni terrestri che si ribellano conto il loro pianeta d'origine.
Cronache marziane, scritto da Ray Bradbury nel 1950, è una serie di racconti che narra della conquista di Marte da parte dei terrestri. Bradbury, più che interessarsi all'aspetto scientifico della colonizzazione, fa notare la somiglianza tra questa e la conquista del Nuovo Mondo: gli umani si insediano sul suolo marziano senza considerazione per gli indigeni, che vengono uccisi dalle malattie portate dalla Terra, come accadde ai nativi americani. Per colmo di umiliazione, quando l'antica civiltà marziana è ormai distrutta i terrestri abbandonano Marte per combattere una guerra mondiale sul loro pianeta. Sia Bradbury, sia la Brackett ambientarono molti dei loro racconti in una versione romanticizzata e venata di nostalgia del pianeta rosso, pubblicati inizialmente sulla rivista pulp Planet Stories.
Nel 1951 Arthur Clarke pubblica Le sabbie di Marte, nel quale, più ottimisticamente, immagina che il pianeta sia stato colonizzato da anni e che due piccole comunità di coloni vivano in due città protette da una cupola. Il terrestre protagonista, unico passeggero del viaggio di collaudo del servizio di linea Terra-Marte, diventa testimone e partecipe agli eventi che portano i coloni a sviluppare una tecnica per dotare il pianeta di atmosfera ricca di ossigeno mediante alcune piante indigene modificate (in modo più organizzato rispetto a quanto descritto in uno dei racconti di Bradbury), alla trasformazione di Fobos in un piccolo sole, oltre ad una vera e propria dichiarazione di autonomia della colonia rispetto al pianeta Terra. In pratica se Cronache marziane si rifà all'arrivo degli europei sul continente americano, Clarke si ispira alla dichiarazione di indipendenza americana del 1776.
Nel 1952 Isaac Asimov ambienta su Marte Lucky Starr, il vagabondo dello spazio, primo romanzo di una serie per ragazzi. Il pianeta è rappresentato come un deserto rosso, colonizzato dai terrestri, dove il protagonista riesce a scovare una civiltà autoctona, nascosta in immense caverne scavate sotto la superficie ed estremamente evoluta, al punto di essere costituita "di puro pensiero". Nello stesso anno Asimov pubblica anche una delle prime storie sull'esplorazione di un Marte in terraformazione, Maledetti marziani (The Martian Way, 1952).
Sempre nel 1952, nel racconto Duello sulla Sirte (Duel on Syrtis), di Poul Anderson, uno spietato cacciatore umano caccia illegalmente prede marziane senzienti attraverso i deserti del pianeta rosso.
Marziani, andate a casa! di Fredric Brown, del 1955, è invece una satira dei racconti di invasioni aliene: sulla Terra appaiono istantaneamente milioni di omini verdi, che portano l'umanità vicino al collasso semplicemente con la maleducazione. I marziani (si presume siano tali) sono intangibili, quindi impossibili da scacciare. Le loro attività preferite sono sbeffeggiare gli umani e rivelare informazioni che dovrebbero rimanere segrete – dai documenti top secret ai tradimenti coniugali – di cui vengono in possesso grazie alla loro capacità di vedere al buio e attraverso gli oggetti.
Dello stesso autore Il vagabondo dello spazio (Rogue in space - 1957), dove il pianeta rosso terraformato del Ventitreesimo secolo è disseminato di metropoli ai margini di grandi deserti, con memorie dell'Ovest degli Stati Uniti.
Il romanzo I pionieri di Marte (Alien Dust, 1955) di E.C. Tubb racconta i primi 35 anni di una colonia terrestre su Marte.
In Straniero in terra straniera (Stranger in a Strange Land, 1961), di Robert A. Heinlein, il protagonista è un essere umano allevato dai saggi Marziani, tornato sulla Terra al termine dell'adolescenza; la storia è incentrata sulla sua interazione con la cultura terrestre a lui "aliena". La controcultura dei tardi anni sessanta fu influenzata da questo libro per i suoi temi libertari e di libertà sessuale. Il testo di Heinlein viene citato in maniera implicita ed esplicita in Spin di Robert Charles Wilson. In quest’ultimo, la figura classica del marziano e dei marziani viene, tuttavia, stravolta. I politici marziani divengono umani e corruttibili, come la stessa popolazione del pianeta finalmente terraformato.
Nel corso del Novecento l'accrescersi delle conoscenze scientifiche su Marte fece abbandonare le speranze sull'esistenza di vita marziana intelligente; l'atterraggio di sonde interplanetarie sul pianeta rosso a partire dal 1965 non confermò neanche l'esistenza di vita primitiva. Questo provocò una diminuzione – ma non la scomparsa totale – di storie su un Marte abitato, portando la fantascienza a considerare il pianeta soprattutto come base di future colonie terrestri.
La trilogia di Marte (Red Mars, Green Mars, Blue Mars) scritta da Kim Stanley Robinson si concentra sul processo di terraformazione del pianeta, che dal suo stato iniziale ("Marte rosso") viene reso abitabile coltivandovi sopra della piante ("Marte verde") finché non diventa un pianeta simile alla Terra ("Marte blu").
Un tema ricorrente, specialmente nella letteratura americana, è divenuto la lotta per l'indipendenza della colonia marziana dalla Terra. Questo infatti è l'elemento caratterizzante della trama di opere di Greg Bear e Kim Stanley Robinson, del film Atto di forza basato su una storia di Philip K. Dick e della serie televisiva Babylon 5, come pure di diversi videogiochi tra quelli ambientati nel Pianeta Rosso.
Il racconto Marte, un mondo perduto (Rainbow Mars) di Larry Niven (compreso nell'antologia omonima del 1999) è una storia (iniziata come collaborazione con Terry Pratchett) nostalgica del "vecchio Marte" in cui i visitatori terrestri trovano il Pianeta Rosso popolato dalle creazioni di Edgar Rice Burroughs, Ray Bradbury, C.S. Lewis, H.G. Wells e Stanley G. Weinbaum. Ciò sta ad indicare che Marte è abitato da numerose differenti specie intelligenti e culture.

## Filmografia
- A Message from Mars di Franklyn Barrett (1903), cortometraggio muto, ritenuto perduto, di produzione neozelandese; è una commedia basata sull'opera teatrale A Message from Mars di Richard Ganthoney.
- Un matrimonio interplanetario  di Enrico Novelli alias Yambo (1910), cortometraggio muto, è una commedia che narra la storia di un amore tra un terrestre e una bella marziana, innescato da un telescopio e nutrito da segnali radiotelegrafici.[15]
- Un messaggio da Marte (A Message from Mars) di Wallett Waller (1913), commedia britannica tratta dall'opera omonima di Richard Ganthoney.
- Himmelskibet di Holger-Madsen (1918). Pellicola danese tratta dal romanzo omonimo di Sophus Michaëlis, narra di un viaggio di un'astronave sul pianeta Marte, visto come abitato in accordo con le teorie di Percival Lowell.
- A Message from Mars di Maxwell Karger (1921), statunitense, terza commedia tratta dall'opera omonima di Ganthoney.
- The Man From M.A.R.S. (1922), film muto stereoscopico diretto da Roy William Neil. È l'unico film che abbia utilizzato il sistema di visione 3-D, basato sul principio dell'Alternate Image, Teleview, messo a punto da Laurens Hammond e William F. Cassidy.
- Aėlita, un film muto di Jakov Protazanov (1924), tratto dall'omonimo romanzo di Aleksej Nikolaevič Tolstoj, primo film di fantascienza sovietico
- I prodigi del 2000 (Just Imagine) del 1930 diretto da David Butler, una commedia musicale prodotta negli anni della Grande depressione e ambientata 50 anni nel futuro; il protagonista da New York raggiunge a bordo di un'astronave il pianeta rosso, dove la popolazione è interamente composta di esseri dalla doppia personalità, una buona e l'altra cattiva[16]
- Flash Gordon alla conquista di Marte (Flash Gordon's Trip to Mars, 1938), serial cinematografico in 15 episodi della Universal basato sulla striscia a fumetti Flash Gordon ideata da Alex Raymond
- RX-M Destinazione Luna (Rocketship X-M, 1950), diretto da Kurt Neumann, nonostante il titolo italiano, è il primo film di fantascienza degli anni cinquanta a mostrare una spedizione terrestre che arriva su Marte
- Volo su Marte (Flight to Mars, 1951), diretto da Lesley Selander: secondo volo su Marte nel cinema di SF anni cinquanta.
- Red Planet Mars (1952) diretto da Harry Horner: uno scienziato stabilisce un contatto e comunica con forme di vita intelligente su Marte, causando ripercussioni politiche, economiche e religiose.
- La guerra dei mondi (1953), diretto da Byron Haskin, tratto dall'omonimo romanzo di H.G. Wells.
- Gli invasori spaziali (Invaders from Mars, 1953), di William Cameron Menzies
- La conquista dello spazio (Conquest of Space) di Byron Haskin (1955), tratto da un libro scritto da Willy Ley e illustrato da Chesley Bonestell e da un libro scritto da Wernher von Braun, narra della prima drammatica spedizione sul pianeta rosso da parte di un equipaggio di astronauti americani.
- Il mostro dell'astronave (It! The Terror from Beyond Space) di Edward L. Cahn (1958), narra di un mostro alieno che ha decimato quasi tutto l'equipaggio della prima missione su Marte, per poi inoltrarsi nell'astronave della squadra di recupero e cacciare le nuove prede durante il viaggio di ritorno.
- Marte distruggerà la Terra (The Angry Red Planet, 1960) di Ib Melchior, è un tipico film di fantascienza degli anni cinquanta-sessanta, in cui l'equipaggio della prima missione spaziale su Marte torna sulla Terra e racconta delle strane creature e costruzioni che si trovano sul pianeta.
- SOS naufragio nello spazio (Robinson Crusoe on Mars, 1964), di Byron Haskin
- L'incredibile astronauta incontra il mostro spaziale (Frankenstein Meets the Space Monster, 1965) di Robert Gaffney
- Mars Needs Women (1967), di Larry Buchanan, è una produzione a basso costo per la TV con risvolti comici
- Odissea sulla Terra (1967), di Kazui Nihonmatsu. Fallita missione americana e giapponese per un'introduzione di strane uova aliene nell'astronave. Una di esse porterà alla luce l'ennesimo dinosauro distruttore.
- L'astronave degli esseri perduti (Quatermass and the Pit, 1967) di Roy Ward Baker. Un misterioso oggetto viene scoperto a Londra durante uno scavo, e lo scienziato Bernard Quatermass è chiamato a divinarne le antiche origini marziane e a spiegare gli strani effetti che ha sulle persone.
- Capricorn One (1978), di Peter Hyams. La prima missione su Marte è una farsa che un tenace giornalista, non senza pericolo, scoprirà. Liberamente ispirato al controverso libro di Bill Kaysing Non siamo mai andati sulla Luna.
- Balle spaziali 2 - La vendetta (Martians Go Home, 1990), dal romanzo di Fredric Brown (malgrado il titolo italiano, non ha nulla a che vedere con il film Balle spaziali del 1987).
- Atto di forza (Total Recall, 1990) di Paul Verhoeven, basato su un racconto di Philip Dick; alla Rekall, una società in grado di far compiere "viaggi virtuali", si rivolge l'operaio edile Doug Quaid per fare una vacanza su Marte, per scoprire la sua (presunta) vera identità di agente segreto e rovesciare il governo dittatoriale instauratosi sul pianeta.
- Mars Attacks! (1996) di Tim Burton; prende in giro i cliché dei film di fantascienza degli anni cinquanta. La Terra viene invasa da marziani tecnologicamente superiori e apparentemente invincibili che vengono alla fine sconfitti dalla musica country. Per l'aspetto raccapricciante degli alieni, Tim Burton si è ispirato a una serie di figurine degli anni sessanta (vedi sotto).
- Fuga da Marte (Escape from Mars, 1999) di Neill Fearnley, film tv.
- Pianeta rosso (Red Planet, 2000) di Anthony Hoffman; è ambientato in un futuro dove gli abitanti di una Terra inquinata e sovrappopolata cercano di colonizzare Marte. Quando il processo di terraforming rallenta in modo inspiegabile, viene mandata una missione a controllare. Un messaggio lanciato dal film è che la scienza e la tecnologia non sono la soluzione a tutti i problemi.
- Mission to Mars (2000) di Brian de Palma; è la storia di una missione di soccorso che deve scoprire cosa è successo alla prima missione umana su Marte, con cui si sono interrotti i contatti. È incentrato su una formazione sulla superficie marziana che ricorda un volto.
- Fantasmi da Marte (Ghost of Mars, 2001) di John Carpenter; è ambientato su un pianeta rosso colonizzato dagli umani. Da una miniera fuoriescono gli spiriti dell'antica razza marziana, che si impossessano dei corpi di alcuni minatori.
- Mercano, el marciano (2002, Juan Antin) è un film d'animazione argentino che narra di un marziano, Mercano appunto, il quale atterra nell'odierna Buenos Aires dove verrà a contatto con tutti i problemi dell'odierna società argentina, trattati in chiave satirica.
- Stranded - Naufraghi (Stranded/Náufragos, Spagna, 2002). La prima missione umana sta per atterrare su Marte ma qualcosa va storto: il modulo d'atterraggio si schianta sul suolo, mentre i membri dell'equipaggio si salvano per miracolo. La situazione è drammatica, le risorse bastano a malapena per due persone nell'attesa che arrivi un'astronave di soccorso, quindi il comandante decide che chi non è di importanza fondamentale, compreso lui, andrà a farsi una passeggiata. Il termine della passeggiata li porterà a una scoperta sconvolgente.
- La guerra dei mondi (War of the Worlds, 2005), di Steven Spielberg, secondo adattamento cinematografico tratto dall'omonimo romanzo di Wells, anche se la provenienza degli invasori in questa versione è celata.
- War of the Worlds - L'invasione (2005) prodotto dalla Asylum come mockbuster per il film di Spielberg, adatta il romanzo di Wells mostrando un'invasione proveniente da Marte ambientata ai giorni nostri.
- Doom (2005), ispirato all'omonimo videogioco (vedi sotto), è la storia di un gruppo di Marines inviati su Marte attraverso un portale chiamato l'Arca, per limitare la diffusione di un virus.
- Tom & Jerry: Rotta su Marte (2005), film d'animazione con i personaggi della serie di cortometraggi animati Tom & Jerry. Finiti per sbaglio su un razzo diretto su Marte dove incontrano i marziani, che per rappresaglia per i danni causati da Tom si preparano ad invadere la Terra. Rubando un disco volante riescono a salvare il nostro pianeta.
- Fascisti su Marte (2006, Corrado Guzzanti e Igor Skofić) è la narrazione immaginaria della conquista del pianeta rosso da parte di un manipolo di fascisti nel 1939. Realizzato sulla falsariga dei cinegiornali dell'Italia fascista, il film è una satira sui governi di Silvio Berlusconi e di George W. Bush.
- Mr. Nobody (2009), di Jaco Van Dormael; in una delle linee narrative, il protagonista immagina di recarsi sulla colonia di Marte per spargere le ceneri della sua sposa, deceduta in un incidente stradale.
- Watchmen (2009), di Zack Snyder, tratto dal fumetto omonimo. Marte è il pianeta dove si esilia il Dottor Manhattan dopo essere stato accusato di provocare il cancro alla gente.
- Milo su Marte (Mars Needs Moms, 2011) è un film d'animazione riguardante un bambino che cerca di recuperare la madre rapita e condotta su Marte dai suoi abitanti.
- John Carter (2012), di Andrew Stanton, è la prima trasposizione del romanzo Sotto le lune di Marte (1916) di Edgar Rice Burroughs e narra la storia del soldato John Carter teletrasportato sul pianeta rosso.
- Prometheus (2012) di Ridley Scott; anche se non specificato nella pellicola stessa, il paesaggio alle spalle di Peter Weyland che si vede nel suo videomessaggio olografico è la superficie di Marte, dove la Weyland Corp sta costruendo cupole per una futura colonia.[17]
- The Last Days on Mars (2013) di Ruairi Robinson; una missione umana è su Marte e mancano pochi giorni per completare la missione e tornare a casa sulla Terra, quando scoprono un virus alieno letale che mette in ballo le loro vite.
- Sopravvissuto - The Martian (The Martian, 2015) di Ridley Scott; tratto dal romanzo L'uomo di Marte di Andy Weir, narra le vicende di un astronauta rimasto isolato sul pianeta rosso.
- Vicini all'ignoto (Approaching the Unknown, 2016) di Mark Elijah Rosenberg con Mark Strong nel ruolo di un astronauta diretto su Marte in un viaggio solitario.
- L'era glaciale - In rotta di collisione (Ice Age 5: Collision Course, 2016); viene comicamente rivelato che Scrat ha accidentalmente causato la distruzione del clima abitabile e delle forme di vita su Marte, rendendolo un pianeta deserto.
- Life - Non oltrepassare il limite (Life, 2017) di Daniel Espinosa; l'equipaggio della Stazione spaziale internazionale lotta per resistere a un organismo ostile recuperato da una sonda su Marte che si evolve rapidamente.
- Starship Troopers - Attacco su Marte (Starship Troopers: Traitor of Mars, 2017) di Shinji Aramaki; la trama si svolge e concentra su un Marte colonizzato.
- Lo spazio che ci unisce (The Space Between Us, 2017) di Peter Chelsom; segue le vicende di un ragazzo nato su Marte che si reca sulla Terra per scoprire chi è suo padre.
- Alita - Angelo della battaglia (Alita: Battle Angel, 2019) di Robert Rodriguez, tratto dal manga omonimo; la protagonista titolare è una cyborg da guerra dell'Unione delle Repubbliche Marziane (URM) che ha combattuto nella guerra catastrofica tra Marte e la Terra.
- Ad Astra (2019) di James Gray; una base sotterranea è stata stabilita su Marte, dove il protagonista ci si reca per inviare un messaggio verso Nettuno.
- Iron Sky - La battaglia continua (2019) di Timo Vuorensola; nel finale i protagonisti partono speranzosamente verso Marte per stabilire una nuova casa per gli umani sopravviussuti, ma a loro insaputa il pianeta rosso è già occupato da una grande colonia Sovietica.
- In vacanza su Marte (2020) di Neri Parenti.
- Estraneo a bordo (Stowaway, 2021) di Joe Penna; l'intrusione di un quarto passeggero in un veicolo spaziale diretto per una missione biennale su Marte mette a rischio l'incolumità dell'equipaggio.

### Televisione
- The Martian Chronicles (1980), è una miniserie televisiva tratta dal romanzo Cronache marziane di Ray Bradbury.
- Marte viene più volte citato in quasi tutte le serie di Star Trek. È il mondo più popolato del Sistema Solare dopo la Terra e la Luna ed in orbita geosincrona sopra Utopia Planitia vi è situato il Cantiere navale di Utopia Planitia, il cantiere orbitale in cui sono state varate tutte le navi stellari di Classe Galaxy, compresa l'Enterprise-D, e in cui è stata progettata e costruita la USS Voyager.
- La serie anime Daitarn 3, dove i protagonisti si ritrovano a combattere dei cyborg marziani, alcuni episodi, in particolare quelli conclusivi sono ambientati su Marte.
- Nell'episodio 7 dell'anime Fortezza superdimensionale Macross gli eroi atterrano in una vecchia base abbandonata su Marte per fare rifornimento, ma subiscono un'imboscata dagli antagonisti Zentradi.
- La serie a cartoni animati Biker Mice da Marte ("I topi motociclisti da Marte", 1993) ha come protagonisti dei marziani motociclisti dall'aspetto di topi umanoidi, che devono salvare l'universo dalle macchinazioni di malvagi alieni simili a pesci.
- I protagonisti della serie animata Mostruosi marziani sono tre abitanti di Marte che, mandati dal loro imperatore a invadere la Terra, finiscono con l'affezionarsi ai terrestri.
- Nella serie animata Futurama, ambientata nel 3000, Marte è abitabile in seguito a un'operazione di terraformazione ed è sede di un'importante università. I marziani, basati sui Nativi Americani, sono relegati a vivere in riserve nel sottosuolo di Marte, avendo ceduto il loro territorio ai genitori di Amy Wong in cambio di un enorme diamante. Quando comprendono che il diamante ha un grande valore, i marziani decidono di usarlo per lasciare Marte e acquistare un nuovo pianeta su cui vivere.
- In una puntata di Invader Zim si rivela che gli abitanti di Marte si sono estinti lavorando incessamente in un processo per tramutare l'intero pianeta in un enorme vascello spaziale, un ologramma lasciato dai marziani spiega che il motivo per cui lo hanno fatto era "perché è figo". Il protagonista attiva i giganteschi propulsori del pianeta per cercare di distruggere la Terra, ma fallisce in seguito a un combattimento spaziale e Marte parte alla deriva abbandonando il sistema solare.
- Nella serie animata Adventure Time Marte ha una popolazione che vive in un'enorme città-cupola, è patria della divinità marziana Grob Gob Glob Grod ed è regnato da un Abramo Lincoln magico, che per riportare Jake dall'oltretomba decide di sacrificare la propria immortalità tramutandosi in pietra (diventando simile alla statua del Lincoln Memorial). Sia Marte che Lincoln appaiono anche nel corto animato originale del 2007.
- Nell'anime Cowboy Bebop molti degli episodi sono ambientati su Marte, pianeta natale del protagonista Spike Spiegel; Cowboy Bebop - Il film, si svolge interamente sul pianeta rosso durante Halloween.
- Armitage III, una serie anime di 4 OAV prodotta nel 1994, narra di un futuro in cui, tra le altre cose, la sovrappopolazione della Terra ha portato alla terraformazione e alla colonizzazione di Marte.
- Nell'anime Aldnoah.Zero Marte è divenuto un impero indipendente dalla madre patria terrestre in seguito al ritrovamento sul pianeta della tecnologia di un'antica civiltà, la quale permise al suo scopritore, poi primo imperatore marziano, di staccarsi dalla Terra
- Terra Formars, una serie anime del 2014 di due stagioni, narra le vicende dell'equipaggio dell'astronave ANNEX I, inviata su Marte ormai terraformato ma infestato da giganteschi scarafaggi.
- L'anime Mobile Suit Gundam: Iron-Blooded Orphans (2015) è ambientato in un futuro prossimo dove Marte è completamente terraformato e colonizzato.
- Defying Gravity - Le galassie del cuore del 2009 prodotta dalla ABC e CTV: ambientata nel 2052, la serie segue le vicende di otto astronauti (quattro donne e quattro uomini da paesi diversi) che vengono monitorati nel loro viaggio per il Sistema Solare, durante il quale intraprendono anche una missione su Marte.
- Nella serie televisiva The Expanse Marte è il pianeta colonizzato più popolato del sistema solare, con quattro miliardi di abitanti. Quando il progresso tecnologico permette ai coloni di Marte di essere autosufficienti, si generano conflitti con la Terra per ottenere l'indipendenza.
- Mars del 2016 prodotta da National Geographic Society, ambientata nel 2030 durante la prima missione umana su Marte.
- Missions del 2017, mostra l'equipaggio della prima missione umana fondata dall'Agenzia spaziale europea che affronta un difficile atterraggio su Marte prima di andare incontro a misteriosi eventi mentre sono bloccati sul pianeta rosso.
- The First del 2018, ambientata nel 2033, mostra le avversità dei preparativi per una prima missione umana su Marte, concentrandosi anche sulle vite private degli astronauti e del personale a Terra.
- Away del 2020 è un'altra serie che segue le vicende della prima missione umana che mira a mettere piede su Marte.
- Space Odyssey: Voyage to the Planets è un docufilm della BBC in cui viene descritta l'esplorazione del Sistema solare, e in particolare dei pianeti e dei loro satelliti tra cui Marte, da parte d'una nave con equipaggio.
- La terza stagione di For All Mankind, ambientato in una storia alternativa in cui la corsa allo spazio è diventata un conflitto tra l'Unione Sovietica e gli Stati Uniti, si concentra sulla colonizzazione di Marte durante gli anni '90 alternativi.
- Nella serie televisiva Doctor Who Marte è la patria dei Guerrieri di Ghiaccio (Ice Warriors), avversari ricorrenti del Dottore protagonista.

## Videogiochi
- Uno dei più noti scenari videoludici di ambientazione marziana è la serie di sparatutto in prima persona composta da Doom del 1993 e i suoi due seguiti.  Gli eventi di Doom e Doom II si svolgono nelle basi militari terrestri presenti sulle due lune di Marte, Fobos e Deimos dove gli esperimenti col teletrasporto hanno aperto un varco direttamente con l'inferno. In Doom 3 e nel reboot del 2016, l'azione si sposta direttamente su Marte.
- L'avventura grafica Zak McKracken and the Alien Mindbenders della LucasArts del 1988, descrive degli alieni (Caponiani) che cercano di instupidire la popolazione terrestre grazie ad un dispositivo che annulla le onde cerebrali. Per sventare la minaccia il protagonista visita l'interno del "volto marziano" della piana di Cydonia e una misteriosa piramide marziana.
- Il videogioco di ruolo Worlds of Ultima II: Martian Dreams del 1991 si svolge su Marte. Ambientato nell'epoca vittoriana, narra del salvataggio di alcuni eminenti personalità terrestri lanciate su Marte con un grande cannone simile a quello descritto nel romanzo di Verne Dalla Terra alla Luna a seguito di un sabotaggio.
- Uno degli scenari di partenza di Elite 2 del 1993 inizia su Marte. Il pianeta, terraformato e pesantemente abitato, fa parte della Federazione.
- Red Faction (2001) narra la storia di una rivolta di una colonia mineraria marziana contro il governo autocratico del pianeta. Il gioco ha avuto due seguiti, Red Faction II e  Red Faction: Guerrilla  (2009).
- In Spore (2008) Marte fa parte dell'ambientazione assieme agli altri pianeti del Sistema solare. Nel videogioco è situato nella Zona abitabile, nonostante sia classificato come T0, ossia non abitabile.
- A partire dal secondo titolo della serie Metal Slug, tra i nemici da affrontare vi sono anche i marziani, dapprima alleati poi avversari dell'esercito nemico, e in Metal Slug 6 alleati dei terrestri contro un'altra popolazione aliena, i Venusiani. La maggior parte dei Marziani, chiamati semplicemente "Mars People", sono creature simili a meduse.
- La campagna finale di Call of Duty: Infinite Warfare (2016) ha luogo in orbita e in una base sulla superficie di Marte.

## Fumetti

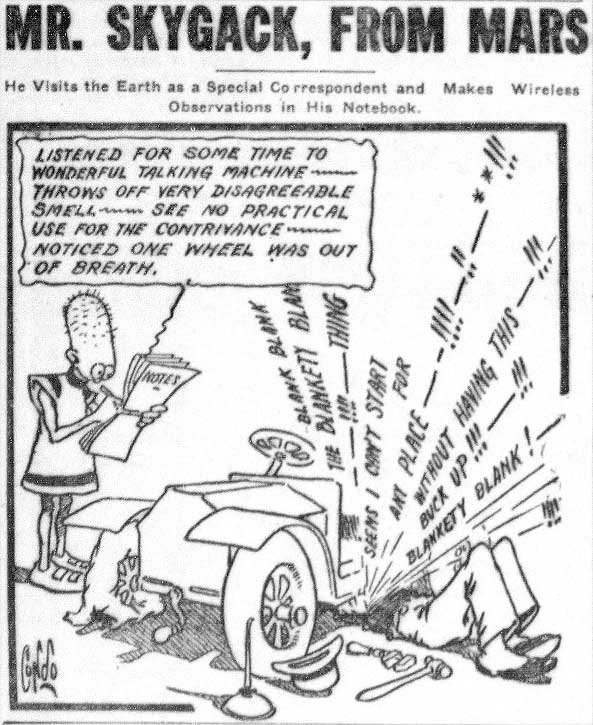
Vignetta del satirico Mr. Skygack, from Mars, 18 ottobre 1907.

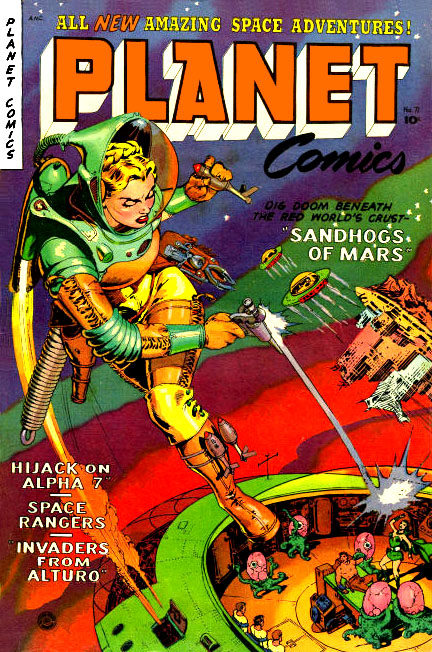
Copertina della rivista a fumetti Planet Comics, 1953 (illustrazione di Bill Discount)

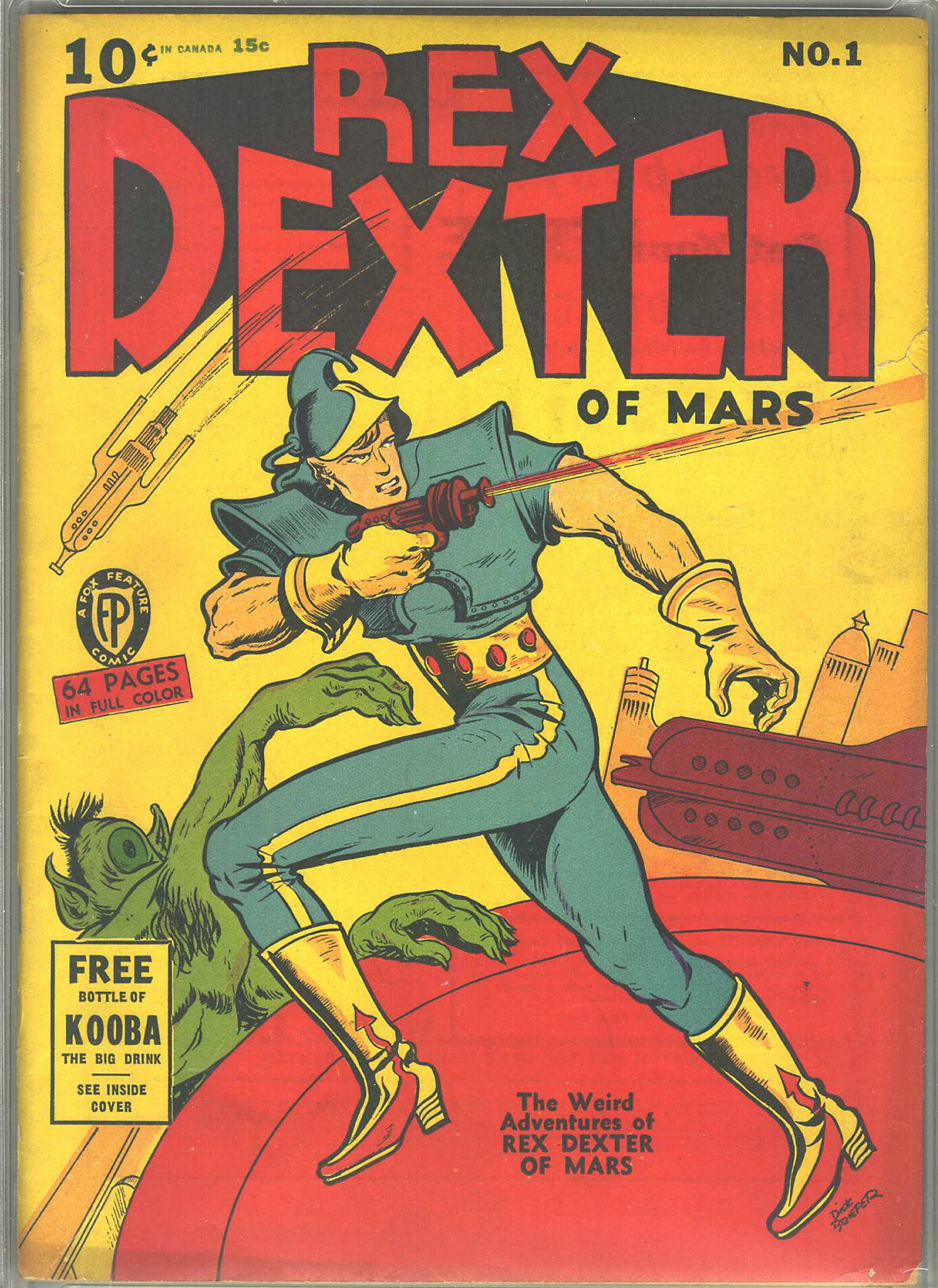
Rex Dexter of Mars (1939)

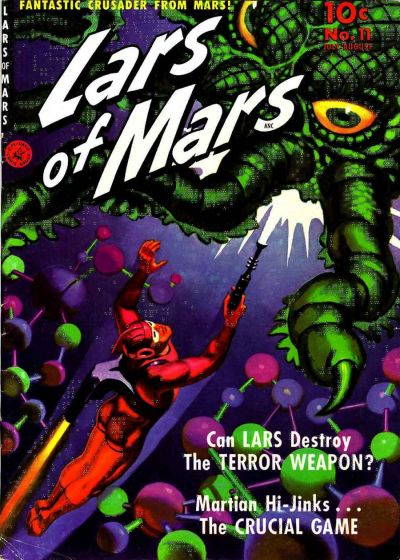
Lars of Mars n.11 (1951), un supereroe che combatte i mostri sul pianeta rosso

- Quello che è considerato il primo fumetto con personaggi alieni, Marsoozalums, apparso sul New York Journal nel 1901, ha per protagonisti dei piccoli marziani;[18] il secondo, Mr. Skygack, from Mars, pubblicato a Chicago nel 1907, mostra un marziano nella sua missione di studiare gli umani sulla Terra, dando origine a fraintendimenti comici sulle abitudini terrestri che vengono utilizzate a scopo di satira sociale.
- In Paolino Paperino e il mistero di Marte (1937) di Federico Pedrocchi, la prima lunga storia Disney italiana e la prima storia di una certa lunghezza con Paperino come protagonista, due loschi figuri portano Paperino su Marte per aiutarli a trovare una macchina che dona una forza sovrumana. Paperino è però il primo ad usarla e riesce a sconfiggerli.
- Il personaggio letterario di John Carter di Marte ha avuto numerose trasposizioni a fumetti:

1. la prima apparizione è nella rivista The Funnies della Dell Comics, dove fu pubblicato nei nn. 30-56 tra il 1939 e il 1941, in tavole realizzate per lo più da John Coleman Burroughs, figlio di Edgar Rice Burroughs che di John Carter fu il creatore letterario;
2. sempre John Coleman Burroughs realizzò 69 tavole domenicali per la United Features Syndicate, che apparvero sul giornale Chicago Sun a partire dal 7 dicembre 1941;
3. tre storie pubblicate dalla Dell Comics nella rivista Four Color, nei nn. 375, 437 e 488 del 1952-1953, illustrate da Jesse Marsh (ristampate dalla Gold Key Comics nel 1963-1964 nei nn. 1-3 di John Carter of Mars);
4. una versione inglese dal titolo The Martian, scritta da D.R. Morton e disegnata da Robert Forest, pubblicata sul British Sun Weekly nel 1958-1959;
5. una versione in lingua ceca dal titolo Dobrodrużství Johna Cartera (le avventure di John Carter), scritta da Vlastislav Toman e illustrata da Jiří Veškrna e Milan Ressel uscì nel 1968-1971 sulla rivista cecoslovacca ABC;
6. la DC Comics ha pubblicato storie di John Carter in diverse riviste. La prima fu scritta da Marv Wolfman e disegnata da Murphy Anderson e apparve su Tarzan 207 dell'aprile 1972; gli stessi autori ne realizzarono altre pubblicate sui nn. 1-7 di Weird Worlds nel 1972-1973; John Carter riapparve nel 1976 nei nn. 62-64 di Tarzan Family, in storie scritte da Bob Kanigher e illustrate da Noly Zamora e Vi Catan, cui seguirono ristampe delle storie di Wolfman e Anderson nei nn. 65-66 della stessa rivista;
7. la Marvel Comics pubblicò le avventure dell'eroe nella rivista John Carter Warlord of Mars, di cui uscirono 28 numeri più tre Annuals nel 1977-1979, con testi ancora di Marv Wolfman e Peter B. Gillis, matite di Gil Kane, Carmine Infantino, Larry Hama, John Buscema, Alan Weiss e Ernie Chan e inchiostri di David Cockrum, Rudy Nebres, Ricardo Villamonte e Ernie Chan;
8. tra il settembre e il dicembre del 1987 lo scrittore Don Kraar e il disegnatore Gray Morrow, allora autori della striscia di Tarzan per lo United Features Syndicate, realizzarono per le tavole domenicali un'avventura di Tarzan in cui compariva John Carter;
9. la Dark Horse Comics pubblicò nel 1996 una miniserie dal titolo Tarzan/John Carter: Warlords of Mars in cui si incontrano i due eroi di Burroughs, per i testi di Bruce Jones e Simon Revelstroke e i disegni di Bret Blevins, Ricardo Villagran e Mike Manley.

- Il personaggio dei fumetti della DC Comics J'onn J'onzz (apparso per la prima volta nel 1955 sulla rivista Detective Comics), noto come "il Segugio di Marte" (Martian Manhunter), è per l'appunto un marziano ed è l'ultimo sopravvissuto del suo popolo. Gli abitanti del pianeta, prima della fine, sono divisi in due fazioni (o razze): da un lato i Verdi, cui appartiene J'onn, pacifici e dediti alla meditazione; dall'altro i Bianchi, assetati di sangue e guerra, molto più robusti e minacciosi nell'aspetto.
- Pur avendo precorso John Carter nella letteratura, Gullivar Jones ha avuto minor fortuna nei fumetti: la sua prima apparizione infatti risale al 1972, allorquando la Marvel Comics pubblicò una storia scritta da Roy Thomas e illustrata da Gil Kane e Bill Everett nel n. 16 della rivista antologica Creatures on the Loose. Altre storie uscirono sui nn. 17-21 della stessa rivista tra il 1972 e il 1973 e a Roy Thomas successero ai testi Gerry Conway e George Alec Effinger. Altre due storie apparvero nel 1974, sui nn. 4 e 8 della rivista in bianco e nero della Marvel Comics Monsters Unleashed, scritte da Tony Isabella e disegnate da David Cockrum e George Pérez.
- Il personaggio dei fumetti della Marvel Killraven, ideato nel 1973 da Gerry Conway, Roy Thomas e Neal Adams sul n. 18 di Amazing Adventures (2ª serie), è un ribelle che combatte i Marziani, ormai dominatori della Terra.
- Nella graphic novel Watchmen, uno dei personaggi - il Dr. Manhattan - si autoesilia su Marte quando viene convinto che i suoi poteri provocano il cancro nelle persone che lo hanno conosciuto.
- Marvin il Marziano, il simpatico alieno creato nel 1948 per i cartoni animati della Warner Bros. come antagonista di Bugs Bunny ha avuto anche delle apparizioni nei fumetti che la DC Comics dedica ai Looney Tunes dagli anni novanta, come Looney Tunes, Bugs Bunny, Bugs Bunny Monthly e nella miniserie del 2000 Superman & Bugs Bunny
- Indignati dell'inquinamento sulla Terra, Calvin e Hobbes emigrano Marte a bordo del loro carretto. Quando si rendono conto che i marziani li temono a causa della cattiva fama dei terrestri, decidono di lasciare il pianeta ai suoi abitanti e di tornare indietro.
- Nel secondo volume della serie graphic novel La Lega degli Straordinari Gentlemen, di Alan Moore, si concentra sull'invasione dei tripodi da La guerra dei mondi. Nel prologo ambientato su Marte, vengono mostrati almeno cinque tipi di marziani presi da differenti opere letterarie (da H. G. Wells e E.R. Burroughs, fino a C. S. Lewis). Appaiono anche John Carter e Gullivar Jones, che combattono contro i tripodi prima che partano da Marte per attaccare la Terra.
- Nella serie a fumetti Nathan Never dell'italiano Sergio Bonelli Editore, Marte è abitato dai discendenti di una missione spaziale terrestre che, dopo un atterraggio disastroso, erano riusciti ad utilizzare i resti della loro astronave per rendere stagne alcune grotte e produrvi artificialmente un'atmosfera respirabile; l'unica forma di vita autoctona è una terribile ameba mutante (lo "Strike-Shape"), letale perché può insediarsi nello stomaco delle sue vittime e crescere in modo incontrollabile fino a farle letteralmente esplodere.
- Nel manga ARIA (2008) di Kozue Amano Marte si terraforma in modo naturale perché entra inaspettatamente nella stessa orbita della Terra, riscaldandosi e sciogliendo le acque, dopodiché il processo è aiutato dall'uomo attraverso macchinari e varie tecnologie.
- Nel fumetto Kylion (2004) Marte viene terraformato in modo da permettere la vita, lasciando la Terra in balia di se stessa, in modo che possa "guarire" da tutto l'inquinamento causato dagli umani nel corso dei secoli.
- Il manga Terra Formars (2011) di Yu Sasuga è ambientato su Marte 500 anni dopo l'inizio della sua terraformazione.

## Altri media

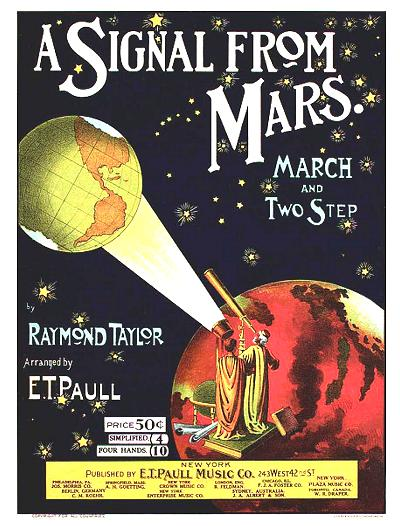
Copertina della partitura musicale per A Signal From Mars, March and Two Step, 1901

- Il 30 ottobre del 1938 la stazione radio americana CBS mandò in onda un adattamento radiofonico de La guerra dei mondi di Orson Welles in forma di notiziario. La descrizione di un'invasione aliena nel New Jersey fu tanto realistica che molti ascoltatori credettero che si trattasse di avvenimenti reali e i giornali sostennero che si era abbattuta un'ondata di panico su parte degli Stati Uniti.
- Nel 1962 fu realizzato un set di figurine intitolato Mars Attacks, da vendere assieme alle gomme da masticare della Bubble. Le immagini sulle figurine, però, erano così impressionanti che furono ritirate dal commercio a causa delle proteste dei genitori. Il ricordo delle figurine Mars Attacks ispirò Tim Burton a creare l'omonimo film.
- Il cantautore italiano Gianluca Grignani ha scritto la canzone Primo treno per Marte, inclusa nell'album Destinazione Paradiso del 1995.
- Il disco Wings of tomorrow della band Europe, mostra in copertina il pianeta rosso.